# (2140) Kemerovo
(2140) Kemerovo (1970 PE) – planetoida z pasa głównego asteroid okrążająca Słońce w ciągu 5,17 lat w średniej odległości 2,99 au. Odkryta 3 sierpnia 1970 roku.